# Michael Brooks
Michael Anthony "Mike" Brooks (Filadelfia, Pensilvania; 17 de agosto de 1958-Ginebra, Suiza, 22 de agosto de 2016) fue un jugador y entrenador de baloncesto estadounidense que disputó seis temporadas en la NBA, además de hacerlo en la CBA y en la liga francesa. Con 2,01 metros de estatura, jugaba en la posición de alero.

## Trayectoria deportiva

### Universidad
Jugó durante 4 temporadas con los Explorers de la Universidad de La Salle, donde promedió 23,1 puntos y 12,0 rebotes por partido. Es el decimosegundo jugador de la historia del baloncesto univeritario en la suma de puntos y rebotes, con un total de 4.000, en una clasificación que encabezan otros dos alumnos de La Salle, Tom Gola y Lionel Simmons. Fue elegido MVP de la Philadelphia Big 5 en 1978 y 1980, tras llevar a su equipo en ambos años al Torneo de la NCAA. Fue también elegido por los entrenadores como NABC Player of the Year, e incluido en el segundo mejor quinteto del All-American.

### Selección nacional
Fue convocado por Bobby Knight para la selección de Estados Unidos que disputó los Juegos Panamericanos de 1979 en Puerto Rico. Ganaron la medalla de oro, promediando en los 9 partidos que disputó 17,4 puntos, 6,1 rebotes y 1,0 asistencias por partido. Era el capitán del equipo que debía acudir a los Juegos Olímpicos de Moscú, donde Estados Unidos finalmente no participó por el boicot.

### Profesional
Fue elegido en la novena posición del Draft de la NBA de 1980 por San Diego Clippers, donde jugó durante cuatro temporadas con más de 30 minutos en pista por partido. Su mejor campaña fue la 1981-82, en la que promedió 15,6 puntos y 7,6 rebotes, siendo titular en casi todos los partidos.
Tras tres años desaparecido de las canchas, regresó jugando en la CBA, donde fue elegido MVP vistiendo la camiseta de los Albany Patroons en 1988. Tras un breve paso por Indiana Pacers y Denver Nuggets, decidió seguir su carrera profesional en la liga francesa, fichando por el Limoges, donde jugó cuatro temporadas, ganando la liga en 1989 y 1990. Jugó tres temporadas más en el Levallois, para retirarse en 1996 vistiendo la camiseta del Strasbourg IG.

## Estadísticas de su carrera en la NBA

### Temporada regular
| Temporada | Edad | Equipo             | Liga | P   | TIT | MIN  | TC  | TCA  | %TC  | 3P  | 3PA | %3P  | TL  | TLA | %TL  | R.OF. | R.DEF. | REB | ASIS | ROB | TAP | PER | FP  | PTS  |
| 1980-81   | 22   | San Diego Clippers | NBA  | 82  |     | 30.2 | 6.0 | 12.4 | .479 | 0.0 | 0.1 | .000 | 2.8 | 3.9 | .706 | 2.6   | 2.8    | 5.4 | 2.5  | 1.2 | 0.4 | 2.0 | 2.9 | 14.7 |
| 1981-82   | 23   | San Diego Clippers | NBA  | 82  | 73  | 33.5 | 6.5 | 13.0 | .504 | 0.0 | 0.1 | .000 | 2.5 | 3.3 | .757 | 2.5   | 5.1    | 7.6 | 2.9  | 1.4 | 0.5 | 2.4 | 3.5 | 15.6 |
| 1982-83   | 24   | San Diego Clippers | NBA  | 82  | 26  | 30.0 | 4.9 | 10.1 | .484 | 0.1 | 0.2 | .333 | 2.4 | 3.4 | .697 | 2.9   | 3.4    | 6.4 | 3.2  | 1.4 | 0.5 | 2.2 | 3.6 | 12.2 |
| 1983-84   | 25   | San Diego Clippers | NBA  | 47  | 30  | 29.9 | 4.5 | 9.5  | .479 | 0.0 | 0.1 | .000 | 2.2 | 3.2 | .689 | 3.0   | 4.3    | 7.3 | 1.9  | 1.1 | 0.3 | 1.7 | 2.7 | 11.3 |
| 1986-87   | 28   | Indiana Pacers     | NBA  | 10  | 0   | 14.8 | 1.3 | 3.7  | .351 | 0.0 | 0.0 |      | 0.7 | 1.0 | .700 | 0.9   | 1.9    | 2.8 | 1.1  | 0.9 | 0.0 | 1.1 | 1.9 | 3.3  |
| 1987-88   | 29   | Denver Nuggets     | NBA  | 16  | 0   | 8.3  | 1.3 | 3.1  | .408 | 0.0 | 0.0 |      | 0.2 | 0.3 | .750 | 1.2   | 1.6    | 2.8 | 0.8  | 0.3 | 0.1 | 0.8 | 1.3 | 2.7  |
| Total     |      |                    | NBA  | 319 | 129 | 29.4 | 5.2 | 10.8 | .486 | 0.0 | 0.1 | .152 | 2.3 | 3.2 | .714 | 2.6   | 3.7    | 6.3 | 2.6  | 1.2 | 0.4 | 2.0 | 3.1 | 12.8 |

### Playoffs
| Temporada | Edad | Equipo         | Liga | P | MIN | TCA | TC | 3PA | 3P | TLA | TL | R.OF. | REB | ASIS | ROB | TAP | PER | FP | PTS | %TC  | %3P  | %FT | MIN | PTS | REB | AST |
| 1987-88   | 29   | Denver Nuggets | NBA  | 4 | 11  | 1   | 3  | 1   | 2  | 0   | 0  | 1     | 4   | 2    | 0   | 0   | 0   | 1  | 3   | .333 | .500 |     | 2.8 | 0.8 | 1.0 | 0.5 |
| Total     |      |                | NBA  | 4 | 11  | 1   | 3  | 1   | 2  | 0   | 0  | 1     | 4   | 2    | 0   | 0   | 0   | 1  | 3   | .333 | .500 |     | 2.8 | 0.8 | 1.0 | 0.5 |